# I liga polska w rugby (1979/1980)
I liga polska w rugby (1979/1980) – dwudziesty czwarty sezon najwyższej klasy ligowych rozgrywek klubowych rugby union w Polsce. Tytuł mistrza Polski zdobyła drużyna AZS AWF Warszawa, drugie miejsce zajęła Polonia Poznań, a trzecie Skra Warszawa.

## Uczestnicy rozgrywek
W rozgrywkach I ligi w tym sezonie uczestniczyło osiem drużyn. Było wśród nich siedem najlepszych drużyn poprzedniego sezonu: AZS AWF Warszawa, Budowlani Łódź, Skra Warszawa, Polonia Poznań, Lechia Gdańsk, Czarni Bytom i Orkan Sochaczew oraz drużyna, która awansowała z II ligi – Budowlani Lublin.

## Przebieg rozgrywek
Rozgrywki toczyły się w systemie jesień–wiosna, każdy z każdym, mecz i rewanż. Najsłabsza drużyna spadała do II ligi, a przedostatnia grała mecz barażowy o prawo gry w I lidze w kolejnym sezonie z drugą drużyną II ligi.
Wyniki spotkań:
|                  | AZS AWF Warszawa | Budowlani Łódź | Skra Warszawa | Polonia Poznań | Lechia Gdańsk | Czarni Bytom | Orkan Sochaczew | Budowlani Lublin |
| AZS AWF Warszawa | –                | 48:9           | 16:0          | 17:6           | 44:3          | 67:12        | 48:12           | 54:3             |
| Budowlani Łódź   | 35:4             | –              | 8:18          | 11:18          | 6:3           | 50:0         | 34:4            | 15:25            |
| Skra Warszawa    | 11:3             | 20:4           | –             | 3:7            | 17:15         | 32:6         | 39:12           | 48:3             |
| Polonia Poznań   | 13:13            | 24:4           | 14:6          | –              | 35:3          | ?            | 34:7            | 22:10            |
| Lechia Gdańsk    | 6:21             | 0:9            | 25:13         | 0:12           | –             | 22:13        | 33:4            | 9:21             |
| Czarni Bytom     | 10:46            | 7:16           | 13:39         | 0:34           | 15:27         | –            | 10:23           | 22:4             |
| Orkan Sochaczew  | 6:18             | 7:27           | 15:8          | 14:17          | 6:3           | 19:6         | –               | 39:0             |
| Budowlani Lublin | 4:24             | 10:4           | 10:22         | 23:8           | 10:6          | 18:3         | 6:8             | –                |

Tabela końcowa (na czerwono wiersz z drużyną, która spadła do II ligi, a na żółto z drużyną, która grała w barażu o utrzymanie w I lidze):
| Pozycja | Drużyna          | Punkty razem | Bilans punktów |
| ------- | ---------------- | ------------ | -------------- |
| 1       | AZS AWF Warszawa | 37           | 423:130        |
| 2       | Polonia Poznań   | 37           | 276:114        |
| 3       | Skra Warszawa    | 32           | 276:151        |
| 4       | Budowlani Łódź   | 28           | 234:188        |
| 5       | Orkan Sochaczew  | 26           | 176:283        |
| 6       | Posnania Poznań  | 26           | 147:286        |
| 7       | Lechia Gdańsk    | 22           | 155:226        |
| 8       | Czarni Bytom     | 16           | 120:429        |

## II liga
Równolegle z rozgrywkami I ligi odbywała się rywalizacja w II lidze. Zagrało tam sześć drużyn. Nie wystąpili grający w poprzednim sezonie Lions Włocławek. Z kolei Budowlani Olsztyn wycofali się po dwóch meczach i zostali zastąpieni przez drugą drużynę Lechii Gdańsk. Rozgrywki toczyły się w systemie jesień–wiosna, każdy z każdym, mecz i rewanż. Najlepsza drużyna awansowała do I ligi, a druga uzyskiwała prawo do gry w barażu przeciwko przedostatniej drużynie I ligi.
Końcowa klasyfikacja II ligi (na zielono wiersz z drużyną, która awansowała do I ligi, a na żółto z zespołem, który awansował do barażu o grę w I lidze):
| Pozycja | Drużyna           |
| ------- | ----------------- |
| 1       | Posnania Posnań   |
| 2       | Bałtyk Gdynia     |
| 3       | Ogniwo Sopot      |
| 4       | Brda Rytel        |
| 5       | Budowlani Olsztyn |
| 6       | Lechia II Gdańsk  |

## Baraż o I ligę
W barażu rozegranym pomiędzy siódmym zespołem I ligi i drugim zespołem II ligi, prawo gry w kolejnym sezonie w I lidze obroniła Lechia Gdańsk, która pokonała Bałtyk Gdynia 10:6.

## Inne rozgrywki
W finale Pucharu Polski Polonia Poznań pokonała Skrę Warszawa 9:3. W mistrzostwach Polski juniorów zwycięstwo odniosła Lechia Gdańsk. 